# Patrizia Cavalli

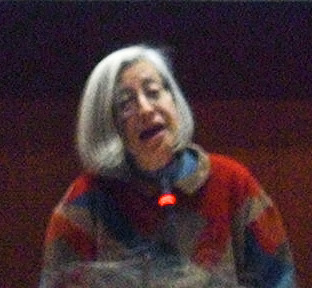
Patrizia Cavalli (2008)

Patrizia Cavalli (* 17. April 1947 in Todi; † 21. Juni 2022 in Rom) war eine italienische Dichterin, Autorin und Übersetzerin.

## Leben und Werk
Patrizia Cavalli wurde 1947 in der umbrischen Stadt Todi geboren und besuchte dort das „liceo classico Jacopone“. 1968 zog sie nach Rom, wo sie Philosophie studierte und mit einer Arbeit über Musikästhetik abschloss. Während des Studiums lernte sie die Schriftstellerin Elsa Morante kennen, die sie in ihrer dichterischen Arbeit bestärkte und förderte.
Beginnend mit Le mie poesie non cambieranno il mondo (Meine Gedichte werden die Welt nicht ändern) veröffentlichte Cavalli ab 1974 bei Einaudi mehrere Lyrikbände, die in Italien ausgezeichnet wurden. 1976 wurde Cavalli von Biancamaria Frabotta in dem Sammelband Donne in poesia - Antologia della poesia femminile in Italia dal dopoguerra ad oggi publiziert, zusammen mit Lyrikerinnen wie Maria Luisa Spaziani, Vivian Lamarque, Amelia Rosselli, Anna Maria Ortese.
In deutscher Sprache erschien 2009 die Gedichtsammlung „Diese schönen Tage. Ausgewählte Gedichte 1974–2006“. Für das Verlagshaus Einaudi übersetzte Cavalli die Theaterklassiker Amphitryon von Molière sowie Ein Sommernachtstraum und Othello von Shakespeare ins Italienische. In einer Buch- und CD-Publikation zusammen mit der Musikerin Diana Tejera schrieb und interpretierte sie 2012 das Lied Al cuore fa bene far le scale. Ihr einziges Prosawerk, die Textesammlung Con passi giapponesi, erschien in Italien 2019 und wurde 2020 für den Premio Campiello nominiert.
In Interviews sprach Cavalli offen ihre Homosexualität an und benannte Begehren und körperliche Empfindungen als eigentliche Triebfedern ihres Schreibens.
2015 wurde bei Cavalli eine Krebserkrankung diagnostiziert. Sie starb im Juni 2022 in Rom.

## Rezeption
Im Vorwort einer italienisch-französischen Ausgabe schrieb der Philosoph Giorgio Agamben: 

„Eine Prosodie, die unglaublich reich an Zäsuren und Stakkati ist, eine resolut hypotaktische Diskursstrukturierung fügt sich – man weiß nicht wie – zur flüssigsten, stufenlosesten und alltäglichsten Sprache der italienischen Poesie im 20. Jahrhundert. In dieser poetischen Sprache Patrizia Cavallis gehen Hymne und Elegie restlos ineinander auf.“

Cavallis Gedichtlesungen genossen aufgrund der Wirkung ihrer musischen Sprache in Italien Kultstatus.

## Auszeichnungen (Auswahl)
- Premio Viareggio, 1999, Literaturpreis Premio Viareggio-Repaci, für Sempre aperto teatro
- Antonio-Feltrinelli-Preis, 2017, prämiert in der Kategorie Literatur
- Premio Campiello, 2020, nominiert, Finalistin

## Werkliste

### Veröffentlichungen auf Deutsch
- Diese schönen Tage. Ausgewählte Gedichte 1974–2006, übersetzt von Piero Salabè und mit einem Nachwort von Giorgio Agamben. Edition Lyrik Kabinett bei Hanser, München 2009. ISBN 978-3-446-23402-4.

### Dichtung
- Le mie poesie non cambieranno il mondo, Einaudi, Turin, 1974.
- Il cielo, Einaudi, Turin, 1981.
- L'io singolare proprio mio, Einaudi, Turin, 1992.
- Poesie (1974-1992), Einaudi, Turin, 1992 (Sammelband, welcher die drei vorangegangenen Bände enthält).
- Sempre aperto teatro, Einaudi, Turin, 1999.
- La guardiana, nottetempo, Rom, 2005.
- Pigre divinità e pigra sorte, Einaudi, Turin, 2006 (enthält La guardiana).
- La patria, nottetempo, Rom, 2011.
- Al cuore fa bene far le scale (mit Diana Tejera), Voland, Rom, 2012.
- Datura, Einaudi, Torino, 2013 (enthält La patria).
- Flighty matters, Quodlibet, Macerata, 2017.
- Vita meravigliosa, Einaudi, Turin, 2020.

### Prosa
- Con passi giapponesi, Einaudi, Torino, 2019.

### Übersetzungen ins Italienische
- William Shakespeare, Sogno di una notte d'estate, Einaudi, Turin, 1996.
- Molière, Anfitrione, Einaudi, Turin, 2009.
- Shakespeare in scena, nottetempo, Rom, 2016 (enthält die folgenden Übersetzungen ins Italienische: La tempesta, Sogno di una notte d'estate, Othello und La dodicesima notte).

## Bibliografie
- Mario Buonfiglio, Sull'«endecasillabare» di Patrizia Cavalli o il fiore di datura, in «Il Segnale», 2012, n. 96, ottobre 2013; verfügbar in Academia.
- Rosalia Gambatesa, Ormai è sicuro, il mondo non esiste. La poesia di Patrizia Cavalli. 1974-1992, Bari, Progedit, 2020.